# Karl-Knipper-Theater
Das Karl-Knipper-Theater (russisch Театр Карла Книпера / Teatr Karla Knipera) war ein historisches Theater in Sankt Petersburg, das eine wichtige Rolle in der russischen Theatergeschichte spielte.

## Geschichte
Das Theater war (mit nur leicht voneinander abweichenden Angaben) zwischen 1776 und 1795 aktiv. Es wurde von dem deutschen Theaterdirektor Karl Knipper geleitet. Mit der Gründung der kaiserlichen Theater 1756 war in Russland ein ständiges inländisches Theater eingerichtet worden, das aber ab 1761 nur noch für den Hof spielte, und so machte Karl Knippers Theater das Theater auch dem russischen Publikum in St. Petersburg zugänglich und wurde deshalb auch Freies Russisches Theater genannt. Es war das erste öffentliche professionelle Theater Russlands nach dem Russischen Theater in Moskau. Das Theater diente auch als Schauspielschule, und er nahm Schüler aus russischen Waisenhäusern auf.

## Repertoire
Zum Repertoire von Knippers Deutschem Theater gehörten:
- Guglielmi: Robert und Kalliste
- Wolf: Die Dorfdeputierten
- Schweitzer: Das Elysium
- Holly: Der Bassa von Tunis
- Stegman: Der Deserteur
- Hiller: Der Jagd
- Benda: Der Walder
- Hiller: Die Jubelhochzeit
- Neefe: Die Apotheke
- Hiller: Die Liebe auf dem Lande
- Hiller: Der Dorfbarbier
- Hiller: Lottchen am Hofe
- Wolf: Das Grosse Los
- Grétry: Lucile
- Stegman: Das Redende Gemälde
- Piccinni: Die Nacht

Das Repertoire des Freien Russischen Theaters umfasste die folgenden Opern:
- Wassili Paschkewitsch: Unglück wegen einer Kutsche (Несчастье от кареты – Neschastye ot karety  7. November 1779 St. Petersburg Libretto von Jakow Knjaschnin)
- Michail Sokolowski: Der Müller als Zauberer, Betrüger und Brautwerber (Мельник – колдун, обманщик и сват – Melnik – koldun, obmanshchik i svat zu dem Text von Alexander Ablessimow, zuerst in 1779 Moskau, ca. 1795 St. Petersburg)
- Iwan Kerzelli[3]: Rozana i Lyubim (Розана и Любим – Rozana und Lyubim, Oper in 4 Akten, Text von Nikolai Nikolew[4], zuerst 1778, Moskau)
- Wassili Paschkewitsch: Sankt Petersburger Gostiny Dwor (Санкт-Петербургский Гостиный Двор – Sankt Peterburgskiy Gostinyi Dvor 1782 St. Petersburg), etc.